# 12-та окрема бригада армійської авіації (Україна)
12-та окрема бригада армійської авіації імені генерал-хорунжого Віктора Павленка (12 ОБрАА, в/ч А3913, пп В5082) — бригада армійської авіації України. Базується в м. Новий Калинів, Львівської області. Підпорядковується безпосередньо командуванню Сухопутних військ ЗСУ.
Бригада носить ім'я Віктора Павленка ― командувача Повітряного флоту УНР (1918—1920).

## Історія
Після розпаду СРСР у 1992 році 340-й окремий транспортно-бойовий вертолітний полк Радянської армії перейшов під юрисдикцію України.
З 1995 року військовослужбовці полку почали брати участь у миротворчих операціях ООН. З тих пір вони залучалися до операцій в колишній Югославії, Сьєра-Леоне, Іраку, Кот-д'Івуарі, Ліберії та Демократичній республіці Конго.
3 2000 року по 2004 рік окремі екіпажі на вертольотах Мі-8 брали участь у гасінні пожеж в Туреччині, Португалії. Протягом цього часу за мужність і героїзм понад 500 військовослужбовців отримали бойові нагороди.
З 2002 року на території частини діє каплиця ПЦУ на честь святого великомученика Димитрія Солунського.

### Російсько-українська війна
З березня 2014 року частина зведеного авіаційного загону 7-го окремого полку армійської авіації залучена для бойового чергування на аеродромі «ЧОРНОБАЇВКА» (ХЕРСОН), а зведений авіаційний загін полку вибув для несення бойового чергування на аеродром «ЧЕРНІГІВ» та аеродром «МИРГОРОД».
26 травня 2014 року три вертольоти Мі-24 полку були задіяні у першому бою за Донецький аеропорт.
20 серпня 2014 екіпажі 7-го полку були задіяні для боїв під Георгіївкою, коли українські війська в прямому бою зіткнулися з підрозділами російської регулярної армії. Вилетіло дві пари Мі-24, був збитий і загинув екіпаж майора Олега Бірюка.
В подальшому зведений авіаційний загін залучався до несення бойового чергування на аеродромах «ДНІПРОПЕТРОВСЬК», «ЧУГУЇВ» та площадках «ДОВГЕНЬКЕ» Харківської обл., «ОРЕХОВЕ», «ПОБЄДА», «СВАТОВЕ», «СЄВЄРОДОНЕЦЬК» Луганської обл., «КРАМАТОРСЬК» Донецької області та залучався до бойового застосування в зоні АТО (ведення бойових дій, евакуація поранених та загиблих до Харківського та Дніпропетровського військових госпіталів та доставка боєприпасів, ПММ, продуктів харчування та інших матеріальних засобів в Луганський та Донецький аеропорти, бойового застосування поблизу Слов'янськ, Рубіжне).
24 березня 2015-го близько 14-ї години в районі населених пунктів Вінницькі Стави — Гребінки зазнав аварії військовий вертоліт під час здійснення планового перельоту — з Миргорода до Озерного Житомирської області. Лейтенант Сергій Руденко загинув, ще двоє членів екіпажу — капітан і майор — були госпіталізовані.
У 2016 році 7-й окремий полк армійської авіації було переформовано на 12-ту окрему бригаду армійської авіації.
5 грудня 2020 року Указом Президента України № 545/2020 присвоєне почесне звання «імені генерал-хорунжого Віктора Павленка».

## Оснащення
- Мі-24[5] В — 26
- Мі-24П — 15
- Мі-24ВП — 3
- Мі-24Р — 3
- Мі-24К — 7
- Мі-8Т — 0
- Мі-8МТ[6] — 3
- Мі-8МТВ-2 — 8
- Мі-9 — 2
- Мі-26 -3[7] — 16

## Діяльність

### Навчання
Згідно плану бойової підготовки 12 окремої бригади армійської авіації імені генерал-хорунжого Віктора Павленка на 2022 навчальний рік у військовій частині проведено командирські польоти 11 та 12 січня 2022 року. Основними завданнями у проведенні командирських польотів були: розвиток мотивації до льотної роботи; накопичення практичного досвіду аналізу помилкових дій; підвищення професійної дієздатності усіх підрозділів забезпечення; чергові перевірки техніки пілотування, навігації та бойового застосування.

## Командування
- полковник Когут Андрій Миколайович (2000-2008)
- полковник Вербельчук Юрій Володимирович
- полковник Северилов В'ячеслав Олексійович (2018)[джерело?]
- полковник Панасюк Віталій Валентинович
- полковник Кулькевич Дмитро Збігневич

## Символіка
На нарукавному знаку бригади в зеленому полі зображено срібного дракона з червоним полум'ям.

## Втрати
- 24 лютого 2022 року — Гарматюк Олександр Вікторович, головний сержант роти матеріального забезпечення.[10]
- 12 березня 2024 року — командир вертольоту, старший льотчик вертолітної ланки вертолітної ескадрильї Бакун Андрій Васильович, майор; штурман-льотчик вертолітної ланки, Кава Ярослав, капітан[11]
- 5 квітня 2022; капітан Сіндій Вячеслав Юрійович
- 23 квітня 2022; капітан Шендриков Максим Сергійович
- 2 лютого 2015;механік Дюс Сергій Миколайович